# Voleibol de praia nos Jogos do Mediterrâneo de Praia de 2019
O Voleibol de praia nos Jogos do Mediterrâneo de Praia de 2019 foi a 2ª edição do torneio disputado em Patras, Grécia entre 28 e 31 de agosto de 2019

## Medalhistas
| Evento    | Ouro                                         | Prata                                                 | Bronze                                                   |
| Masculino | França · Olivier Barthélemy · Arnaud Loiseau | França · Timothée Platre · Jérémy Silvestre           | Espanha · Javier Huerta Pastor · Óscar Jiménez Gutiérrez |
| Feminino  | França · Aline Chamereau · Alexandra Jupiter | Chipre · Mariota Angelopoulou · Manolina Konstantinou | Grécia · Vassiliki Arvaniti · Peny Karagkouni            |

## Quadro de Medalhas
| Posição | País    |   |   |   | Total |
| ------- | ------- | - | - | - | ----- |
| 1       | França  | 2 | 1 | 0 | 3     |
| 2       | Chipre  | 0 | 1 | 0 | 1     |
| 3       | Espanha | 0 | 0 | 1 | 1     |
| 3       | Grécia  | 0 | 0 | 1 | 1     |